# Marl (Dümmer)
Marl ist eine Gemeinde im Landkreis Diepholz in Niedersachsen.

## Geografie

### Geografische Lage
Marl liegt im Naturpark Dümmer unweit des Dümmers zwischen Osnabrück und Bremen. Die Gemeinde gehört der Samtgemeinde Altes Amt Lemförde an, die ihren Verwaltungssitz in dem Flecken Lemförde hat. Die Lage ist, abgesehen von dem in der Nähe der Hunte gelegenen Gemeindeteil, mit 39 Metern über dem Meeresspiegel im Vergleich zu der Umgebung hochgelegen, was auch durch den gelben unteren Hügel des Marler Wappens dargestellt wird, der die Marler Höhe symbolisiert.

## Klima
In Marl herrscht ein durch feuchte Nordwestwinde von der Nordsee beeinflusstes gemäßigtes Seeklima mit milden Wintern, warmen Sommern und ganzjährig gleichmäßig verteilten, mäßigen Niederschlägen. Die Sommer sind häufig trocken und sonnig, während im Winter gelegentlich Schnee fällt.
Im Jahre 2023 betrug die durchschnittliche Temperatur 11,2 °C. Sie ist tendenziell steigend. Sie betrug in den letzten zehn Jahren durchschnittlich 10,6 °C und in den letzten 100 Jahren waren es durchschnittlich 9,2 °C.
Zwischen Mai und August kann mit durchschnittlich 20–25 Sommertagen (klimatologische Bezeichnung für Tage, an denen die Maximaltemperatur 25 °C übersteigt) gerechnet werden.
Es gibt je nach Messmethode und Definition durchschnittlich etwa 1627–2275 Sonnenstunden pro Jahr.
Es fällt jährlich ca. 700 mm Niederschlag.

## Geschichte
Erstmals wurde die Gemeinde 1140 urkundlich erwähnt.

## Politik

### Gemeinderat
Der Gemeinderat in Marl setzt sich aus 9 Ratsfrauen und Ratsherren zusammen.
- Wählergemeinschaft 9 Sitze

(Stand: Kommunalwahl am 12. September 2021)

### Bürgermeister
Der ehrenamtliche Bürgermeister ist seit 2016 Hartmut Henke.
Bisherige Bürgermeister
- 1991–2016: Ludwig Wiegmann (Wählergemeinschaft Marl)
- seit 2016: Hartmut Henke (Wählergemeinschaft Marl)

### Wappen
Blasonierung: „In Blau auf goldenem Berg, darin ein schreitender rotbwewehrter und rotbezungter blauer Löwe, ein goldender Glockenträger, rechts und links begleitet von zwei fallenden goldenen Lindenblättern.“
Das Wappen zeigt vier gelbe Lindenblätter um einen gelben Turm auf blauen Grund. Dies symbolisiert den zentralen Marler Thieplatz. Auf ihm steht eine Brandglocke, die bei Feueralarm geschlagen wurde. Sie ist von vier Lindenbäumen umgeben. Der unten abgebildete blaue Löwe auf gelben Hügel (siehe dazu geographische Lage) zeigt die Zugehörigkeit zu dem Landkreis Diepholz und war das Zeichen des Grafen von Gladebeck, dem einige Länder gehörten.

## Bauwerke
In der Liste der Baudenkmale in Marl sind zwölf Baudenkmale aufgeführt.

## Wirtschaft und Infrastruktur

### Verkehr
Durch die Gemeinde verläuft die Bundesstraße  (Bremen–Diepholz–Osnabrück).

## Persönlichkeiten

### Söhne und Töchter der Gemeinde
- Andreas Bick (* 1964), Komponist